# Sistemul limbic
Sistemul limbic, cunoscut și sub denumirea de cortex paleomamifer, este un grup de structuri cerebrale situate pe ambele părți ale talamusului, imediat sub lobul temporal medial al telencefalului, în principal în prozencefal. 
Deține o varietate de funcții, inclusiv emoțiile, comportamentul, memoria pe termen lung și olfacția.  Viața emoțională este în mare parte adăpostită în sistemul limbic și ajută în mod critic formarea amintirilor.
Cu o structură primordială, sistemul limbic este implicat în procesarea emoțională de ordin inferior a aportului din sistemele senzoriale și constă din complexul nuclear amigdaloid (amigdala), corpurile mamilare, stria medulară, gri central și nucleii dorsali și ventrali ai Gudden.  Aceste informații prelucrate sunt adesea transmise la un grup de structuri din telencefal, diencefal și mezencefal, inclusiv cortexul prefrontal, girusului cingular, talamusului limbic, hipocampului inclusiv girusul parahipocampal și subiculum, nucleul accumbens (striatum limbic), anterior hipotalamus, zona tegmentală ventrală , nucleii de rafhe din creierul mediu, comisura habenulară, cotexului entorhinal și bulbilor olfactivi .  

## Anatomie

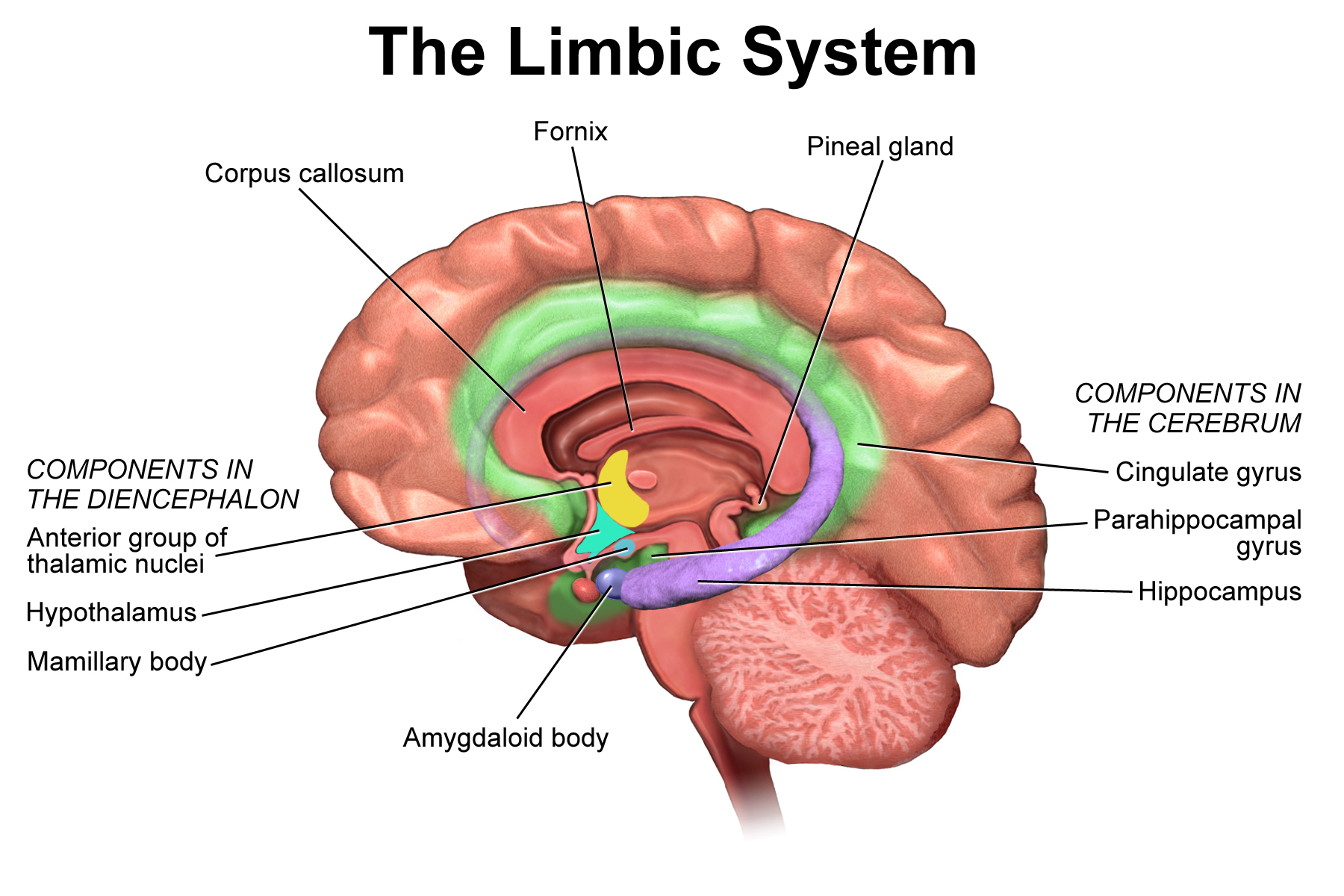
Componentele anatomice ale sistemului limbic

Sistemul limbic a fost inițial definit de Paul D. MacLean ca o serie de structuri corticale care înconjoară limita dintre emisferele cerebrale și trunchiul cerebral. Numele „limbic” provine din cuvântul latin pentru limită, limbus, iar aceste structuri erau cunoscute împreună ca lobul limbic.  Alte studii au început să asocieze aceste zone cu procesele emoționale și motivaționale și să le lege de componentele subcorticale care au fost apoi grupate în sistemul limbic. 
În prezent, nu este considerată o entitate izolată responsabilă de reglarea neurologică a emoției, ci mai degrabă una dintre numeroasele părți ale creierului care reglează procesele autonome viscerale.  Prin urmare, grupul structuri anatomice considerate parte a sistemului limbic este controversat. Următoarele structuri fac parte din sistemul limbic sau au fost considerate a face parte din acesta:  
- Zonele corticale:
  - Lobul limbic
  - Cortexul orbitofrontal: o regiune din lobul frontal implicată în procesul de luare a deciziilor
  - Cortex piriform: parte a sistemului olfactiv
  - Cortex entorhinal: legat de memorie și componente asociative
  - Hipocampul și structuri asociate: joacă un rol central în consolidarea noilor amintiri
  - Fornixul: o structură de substanță albă care leagă hipocampul de alte structuri cerebrale, în special corpurile mamilare și nucleii septali
- Zone subcorticale:
  - Nucleii septali : un grup de structuri care se află în fața laminei terminalis, considerată o zonă de plăcere
  - Amigdala : localizată adânc în lobii temporali și legată de o serie de procese emoționale
  - Nucleus accumbens : implicat în recompensă, plăcere și dependență
- Structuri diencefalice:
  - Hipotalamus : un centru pentru sistemul limbic, conectat cu lobii frontali, nucleii septali și formarea reticulară a trunchiului cerebral prin fasciculul median anterior, cu hipocampul prin fornix și cu talamusul prin fasciculul mamilotalamic ; reglează multe procese autonome
  - Corpuri mamilare : parte a hipotalamusului care primește semnale de la hipocamp prin fornix și le proiectează către talamus
  - Nucleii anteriori ai talamusului : primesc intrări de la corpurile mamilare și implicate în procesarea memoriei

## Fiziologie
Structurile și zonele de interacțiune ale sistemului limbic sunt implicate în motivație, emoție, învățare și memorie. Sistemul limbic este locul în care structurile subcorticale întâlnesc cortexul cerebral.  Sistemul limbic funcționează prin influențarea sistemului endocrin și a sistemului nervos autonom . Este extrem de interconectat cu nucleul accumbens, care joacă un rol în excitarea sexuală și în „înaltul” derivat din anumite droguri recreative. Aceste răspunsuri sunt puternic modulate de proiecțiile dopaminergice din sistemul limbic. În 1954, Olds și Milner au descoperit că șobolanii cu electrozi metalici implantați în nucleul lor accumbens, precum și nucleii lor septali, au apăsat în mod repetat o pârghie activând această regiune. 
Sistemul limbic interacționează și cu ganglionii bazali. Ganglionii bazali sunt un grup de structuri subcorticale care dirijează mișcările intenționate. Ganglionii bazali sunt localizați în apropierea talamusului și hipotalamusului. Aceștia primesc intrări de la cortexul cerebral, care trimite ieșiri către centrele motorii din trunchiul creierului. O parte a ganglionilor bazali numită striatum controlează postura și mișcarea. Studii recente indică faptul că, dacă există un aport inadecvat de dopamină în striatum, acest lucru poate duce la simptomele bolii Parkinson . 
De asemenea, sistemul limbic este strâns legat de cortexul prefrontal . Unii oameni de știință susțin că această conexiune este legată de plăcerea obținută din rezolvarea problemelor. Pentru a vindeca tulburările emoționale severe, această conexiune a fost uneori întreruptă chirurgical, o procedură de psihochirurgie, numită lobotomie prefrontală (aceasta este de fapt o denumire greșită). Pacienții care au fost supuși acestei proceduri au devenit adesea pasivi și nu aveau toată motivația. 
Sistemul limbic este adesea incorect clasificat ca o structură cerebrală, dar pur și simplu interacționează puternic cu cortexul cerebral. Aceste interacțiuni sunt strâns legate de olfacție, emoții, impulsuri, reglare autonomă, memorie și patologic de encefalopatie, epilepsie, simptome psihotice, defecte cognitive.  Relevanța funcțională a sistemului limbic s-a dovedit a îndeplini multe funcții diferite, cum ar fi afectele / emoțiile, memoria, procesarea senzorială, percepția timpului, atenția, conștiința, instinctele, controlul autonom / vegetativ și acțiunile / comportamentul motor. Unele dintre tulburările asociate cu sistemul limbic și componentele sale care interacționează sunt epilepsia și schizofrenia. 

### Hipocampul

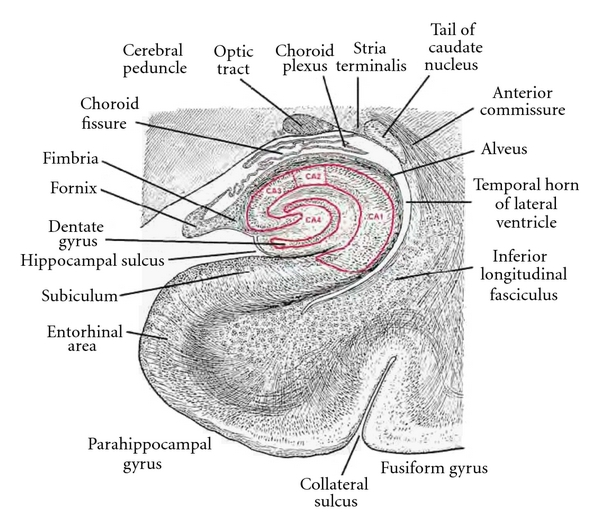
Localizarea și anatomia de bază a hipocampului, ca secțiune coronară

Hipocampul este implicat în diferite procese legate de cunoaștere și este una dintre cele mai bine înțelese și implicate structuri de interacțiune limbică.

#### Memoria spațială
Prima și cea mai larg cercetată zonă se referă la memorie, în special la memoria spațială. S-a constatat că memoria spațială are multe subregiuni în hipocamp, cum ar fi girusul dentat în hipocampul dorsal, hipocampul stâng și regiunea parahipocampală. Hipocampul dorsal sa dovedit a fi o componentă importantă pentru generarea de noi neuroni, numiți granule născute la adulți, în adolescență și la vârsta adultă.  Acești noi neuroni contribuie la separarea tiparelor în memoria spațială, crescând declanșarea în rețelele celulare și, în general, provocând formațiuni de memorie mai puternice. Se crede că aceasta integrează amintirile spațiale și episodice cu sistemul limbic printr-o buclă de feedback care asigură contextul emoțional al unei anumite intrări senzoriale. 
În timp ce hipocampul dorsal este implicat în formarea memoriei spațiale, hipocampul stâng este un participant la amintirea acestor amintiri spațiale. Eichenbaum  și echipa sa au descoperit, atunci când au studiat leziunile hipocampice la șobolani, că hipocampul stâng este „critic pentru a combina eficient calitățile„ ce, „când” și „unde” ale fiecărei experiențe pentru a compune memoria recuperată ”. Acest lucru face ca hipocampul stâng să fie o componentă cheie în recuperarea memoriei spațiale. Cu toate acestea, Spreng  constatat că hipocampul stâng este o regiune generală concentrată pentru legarea de biți și bucăți de memorie compuse nu numai de hipocamp, ci și de alte zone ale creierului care trebuie amintite mai târziu. Cercetările Eichenbaum din 2007 demonstrează, de asemenea, că zona parahippocampală a hipocampului este o altă regiune specializată pentru recuperarea amintirilor la fel ca hipocampul stâng. 

#### Învățarea
Hipocampul, de-a lungul deceniilor, s-a dovedit, de asemenea, că are un impact uriaș asupra învățării. Curlik și Shors  examinat efectele neurogenezei în hipocamp și efectele acesteia asupra învățării. Acest cercetător și echipa sa au angajat multe tipuri diferite de antrenament mental și fizic pe subiecții lor și au descoperit că hipocampusul este extrem de receptiv la aceste ultime sarcini. Astfel, au descoperit o creștere a noilor neuroni și circuite neuronale în hipocampus ca rezultat al antrenamentului, provocând o îmbunătățire generală a învățării sarcinii. Această neurogeneză contribuie la crearea de celule granulare născute la adulți, celule descrise și de Eichenbaum  în propriile sale cercetări privind neurogeneza și contribuțiile acesteia la învățare. Crearea acestor celule a prezentat „excitabilitate sporită” în girusul dentat al hipocampului dorsal, având impact asupra hipocampului și a contribuției sale la procesul de învățare. 

#### Deteriorarea hipocampului
Deteriorările legate de regiunea hipocampală a creierului au raportat efecte vaste asupra funcționării cognitive generale, în special a memoriei, cum ar fi memoria spațială. După cum sa menționat anterior, memoria spațială este o funcție cognitivă foarte legată de hipocamp. În timp ce deteriorarea hipocampului poate fi rezultatul unei leziuni cerebrale sau a altor leziuni de acest fel, cercetătorii au investigat în special efectele pe care excitația emoțională ridicată și anumite tipuri de medicamente le-au avut asupra capacității de rechemare în acest tip de memorie specific. În special, într-un studiu efectuat de Parkard,  șobolanilor li s-a dat sarcina de a-și croi drum printr-un labirint. În prima situație, șobolanii au fost stresați de șoc sau reținere care au provocat o excitare emoțională ridicată. La finalizarea sarcinii labirint, acești șobolani au avut un efect afectat asupra memoriei lor dependente de hipocamp în comparație cu grupul de control. Apoi, într-o a doua situație, unui grup de șobolani li s-a injectat medicamente anxiogene. La fel ca primele, aceste rezultate au raportat rezultate similare, în care memoria hipocampală a fost, de asemenea, afectată. Studii precum acestea întăresc impactul pe care hipocampul îl are asupra procesării memoriei, în special funcția de rechemare a memoriei spațiale. Mai mult, afectarea hipocampului poate apărea din cauza expunerii prelungite la hormonii de stres, cum ar fi glucocorticoizii, care vizează hipocampul și provoacă perturbări în memoria explicită. 
În încercarea de a limita convulsiile epileptice care pun viața în pericol, Henry Gustav Molaison, în vârstă de 27 de ani, a suferit îndepărtarea bilaterală a aproape întregului său hipocamp în 1953. De-a lungul a cincizeci de ani, a participat la mii de teste și proiecte de cercetare care furnizau informații specifice cu privire la ceea ce pierduse. Evenimentele semantice și episodice s-au estompat în câteva minute, nemaivăzând niciodată memoria lui pe termen lung, totuși emoțiile, fără legătură cu detaliile cauzalității, au fost adesea reținute. Dr. Suzanne Corkin, care a lucrat cu el timp de 46 de ani până la moartea sa, a descris contribuția acestui „experiment” tragic în cartea sa din 2013. 

### Amigdala

#### Rețele de memorie episodico-autobiografică (EAM)
O altă parte integrativă a sistemului limbic, amigdala, care este cea mai profundă parte a sistemului limbic, este implicată în multe procese cognitive și este considerată în mare parte cea mai primordială și vitală a sistemului limbic. La fel ca hipocampul, procesele din amigdală par să aibă impact asupra memoriei; cu toate acestea, nu este memoria spațială ca în hipocamp, ci divizarea semantică a rețelelor de memorie episodico-autobiografică (MEA)  ale lui Markowitsch arată că codifică, stochează și recuperează amintirile MEA. Pentru a aprofunda aceste tipuri de procese de către amigdala, Markowitsch  și echipa sa au furnizat dovezi ample prin investigații că „funcția principală a amigdalei este de a încărca indicii, astfel încât evenimentele mnemonice cu o semnificație emoțională specifică să poată fi căutate cu succes în cadrul corespunzător plasele neuronale și reactivate. " Aceste indicii pentru evenimente emoționale create de amigdala cuprind rețelele EAM menționate anterior.

#### Procese atenționale și emoționale
Pe lângă memorie, amigdala pare a fi și o regiune importantă a creierului implicată în procesele emoționale și atenționale. În primul rând, pentru a defini atenția în termeni cognitivi, atenția este capacitatea de a se concentra pe unii stimuli în timp ce îi ignoră pe alții. Astfel, amigdala pare a fi o structură importantă în această abilitate. Cu toate acestea, în primul rând, această structură a fost considerată istoric legată de frică, permițând individului să acționeze ca răspuns la această frică. Cu toate acestea, pe măsură ce timpul a trecut, cercetători precum Pessoa,  generalizat acest concept cu ajutorul evidenței înregistrărilor EEG și au concluzionat că amigdala ajută un organism să definească un stimul și, prin urmare, să răspundă în consecință. Cu toate acestea, când amigdala a fost inițial considerată a fi legată de frică, acest lucru a dat loc cercetării în amigdala pentru procesele emoționale. Kheirbek  demonstrat cercetări că amigdala este implicată în procesele emoționale, în special hipocampul ventral. El a descris hipocampul ventral ca având un rol în neurogeneză și crearea de celule granulare născute la adulți. Aceste celule nu numai că au fost o parte crucială a neurogenezei și a întăririi memoriei spațiale și a învățării în hipocamp, dar par, de asemenea, a fi o componentă esențială a funcției amigdalei. Un deficit al acestor celule, așa cum a prezis Pessoa (2009) în studiile sale, ar duce la o funcționare emoțională scăzută, ducând la o rată ridicată de retenție a bolilor mintale, cum ar fi tulburările de anxietate. 

#### Prelucrarea socială
Procesarea socială, în special evaluarea fețelor în procesarea socială, este o zonă a cunoașterii specifice amigdalei. Într-un studiu realizat de Todorov,  sarcini fMRI au fost efectuate cu participanții pentru a evalua dacă amigdala a fost implicată în evaluarea generală a fețelor. După studiu, Todorov a concluzionat din rezultatele sale fMRI că amigdala a jucat într-adevăr un rol cheie în evaluarea generală a fețelor. Cu toate acestea, într-un studiu realizat de cercetătorii Koscik  și echipa sa, trăsătura de încredere a fost examinată în special în evaluarea fețelor. Koscik și echipa sa au demonstrat că amigdala a fost implicată în evaluarea încrederii unei persoane. Ei au investigat modul în care leziunile cerebrale ale amigdalei au jucat un rol în încredere și au descoperit că persoanele care au suferit daune tindeau să confunde încrederea și trădarea și, astfel, și-au pus încredere în cei care le-au greșit. Mai mult, Rule,  împreună cu colegii săi, s-a extins asupra ideii amigdalei în critica sa de încredere în ceilalți prin efectuarea unui studiu în 2009 în care a examinat rolul amigdalei în evaluarea primelor impresii generale și raportarea lor la realitate. rezultatele lumii. Studiul lor a implicat primele impresii ale directorilor executivi. Regula a demonstrat că, deși amigdala a jucat un rol în evaluarea încrederii, așa cum a observat Koscik în propria sa cercetare doi ani mai târziu în 2011, amigdala a jucat, de asemenea, un rol generalizat în evaluarea generală a primei impresii a fețelor. Această din urmă concluzie, împreună cu studiul lui Todorov privind rolul amigdalei în evaluările generale ale fețelor și cercetările lui Koscik privind încrederea și amigdala, au consolidat în continuare dovezi că amigdala joacă un rol în procesarea socială generală.

#### Sindromul Klüver – Bucy
Pe baza experimentelor făcute pe maimuțe, distrugerea cortexului temporal a condus aproape întotdeauna la deteriorarea amigdalei. Această afectare făcută amigdalei i-a determinat pe fiziologii Kluver și Bucy să identifice schimbări majore în comportamentul maimuțelor. Maimuțele au demonstrat următoarele schimbări:
1. maimuțelor nu le era frică de nimic.
2. animalele (maimuțele) aveau o curiozitate extremă despre orice.
3. animalul uită rapid.
4. Animalul are tendința de a pune totul în gură.
5. animalul are adesea un impuls sexual atât de puternic încât încearcă să copuleze cu animale imature, animale de același sex sau chiar animale de altă specie.

Acest tablou de schimbări comportamentale a ajuns să fie cunoscut sub numele de sindrom Klüver – Bucy.

## Evoluție
Paul D. MacLean, ca parte a teoriei sale cerebrale triune, a emis ipoteza că sistemul limbic este mai vechi decât alte părți ale creierului anterior și că s-a dezvoltat pentru a gestiona circuitele atribuite luptei sau fugii identificate pentru prima dată de Hans Selye  în raport al sindromului general de adaptare din 1936. Poate fi considerată o parte a adaptării la supraviețuire la reptile, precum și la mamifere (inclusiv la oameni). MacLean a postulat că creierul uman a evoluat trei componente, care au evoluat succesiv, cu componente mai recente care se dezvoltă în partea superioară / frontală. Aceste componente sunt, respectiv:
1. Arhipaliul sau creierul primitiv („reptilian”), cuprinzând structurile trunchiului cerebral - medulla, pontea, cerebel, mezencefal, cei mai vechi nuclei bazali - globul palid și bulbii olfactivi.creierul
2. Paleopaliu sau creierul intermediar („mamifer vechi”), cuprinzând structurile sistemului limbic.
3. Neopaliu, cunoscut și sub denumirea de creier superior sau rațional („noul mamifer”), cuprinde aproape întreaga emisferă (formată dintr-un tip mai recent de cortex, numit neocortex) și unele grupuri neuronale subcorticale. Acesta corespunde creierului mamiferelor superioare, incluzând astfel primatele și, în consecință, specia umană. Dezvoltarea similară a neocortexului la speciile de mamifere fără legătură cu oamenii și primatele a avut loc, de asemenea, la cetacee și elefanți ; astfel, desemnarea „mamiferelor superioare” nu este una evolutivă, deoarece a apărut independent la diferite specii.  Evoluția gradelor superioare de inteligență este un exemplu de evoluție convergentă și se observă și la non-mamifere, cum ar fi păsările .

Potrivit lui Maclean, fiecare componentă, deși legată de celelalte, și-a păstrat „tipurile specifice de inteligență, subiectivitate, simțul timpului și spațiului, memoria, mobilitatea și alte funcții mai puțin specifice”.
Cu toate acestea, deși clasificarea în structuri este rezonabilă, studiile recente ale sistemului limbic al tetrapodelor, atât vii, cât și dispuse, au contestat mai multe aspecte ale acestei ipoteze, în special acuratețea termenilor „reptilian” și „mamifer vechi”. Strămoșii comuni ai reptilelor și mamiferelor aveau un sistem limbic bine dezvoltat în care erau stabilite subdiviziunile de bază și conexiunile nucleilor amigdalari.  Mai mult, păsările, care au evoluat din dinozauri, care la rândul lor au evoluat separat, dar în același timp cu mamiferele, au un sistem limbic bine dezvoltat. În timp ce structurile anatomice ale sistemului limbic sunt diferite la păsări și mamifere, există echivalente funcționale. 

## Istorie

### Etimologie și istorie
Termenul limbic provine din latinescul limbus, pentru „margine” sau „margine” sau, în special în terminologia medicală, o margine a unei componente anatomice. Paul Broca a inventat termenul pe baza locației sale fizice în creier, împărțit între două componente funcționale diferite.
Sistemul limbic este un termen introdus în 1949 de medicul și neurologul american, Paul D. MacLean .   Medicul francez Paul Broca a numit pentru prima dată această parte a creierului „ le grand lobe limbique în 1878.  El a examinat diferențierea dintre țesutul cortical adâncit și nucleele subcorticale subiacente.  Cu toate acestea, cea mai mare parte a rolului său presupus în emoție a fost dezvoltată abia în 1937, când medicul american James Papez a descris modelul său anatomic al emoției, circuitul Papez. 
Primele dovezi că sistemul limbic a fost responsabil pentru reprezentarea corticală a emoțiilor a fost descoperit în 1939, de Heinrich Kluver și Paul Bucy. Kluver și Bucy, după multe cercetări, au demonstrat că îndepărtarea bilaterală a lobilor temporali la maimuțe a creat un sindrom comportamental extrem. După efectuarea unei lobectomii temporale, maimuțele au prezentat o scădere a agresivității. Animalele au dezvăluit un prag redus pentru stimulii vizuali și au fost astfel incapabili să recunoască obiecte care odinioară erau familiare.  MacLean a extins aceste idei pentru a include structuri suplimentare într-un „sistem limbic” mai dispersat, mai mult pe liniile sistemului descris mai sus.  MacLean a dezvoltat teoria intrigantă a „creierului triun” pentru a explica evoluția acestuia și pentru a încerca să reconcilieze comportamentul uman rațional cu latura sa mai primară și violentă. A devenit interesat de controlul creierului asupra emoțiilor și comportamentului. După studiile inițiale ale activității creierului la pacienții epileptici, el a apelat la pisici, maimuțe și alte modele, folosind electrozi pentru a stimula diferite părți ale creierului la animalele conștiente, înregistrându-și răspunsurile. 
În anii 1950, el a început să urmărească comportamentele individuale precum agresivitatea și excitația sexuală la sursele lor fiziologice. El a analizat centrul emoțiilor creierului, sistemul limbic și a descris o zonă care include structuri numite hipocamp și amigdala. Dezvoltând observațiile făcute de Papez, el a stabilit că sistemul limbic a evoluat la mamiferele timpurii pentru a controla răspunsurile de luptă sau fugă și a reacționa atât la senzațiile plăcute emoțional, cât și la cele dureroase. Conceptul este acum acceptat pe larg în neuroștiințe.  În plus, MacLean a spus că ideea sistemului limbic duce la recunoașterea faptului că prezența sa „reprezintă istoria evoluției mamiferelor și a modului lor de viață distinct al familiei”. 
În anii 1960, Dr. MacLean și-a extins teoria pentru a aborda structura generală a creierului uman și a împărțit evoluția acestuia în trei părți, idee pe care a numit-o creierul triun. În plus față de identificarea sistemului limbic, el a arătat către un creier mai primitiv numit complex R, legat de reptile, care controlează funcțiile de bază, cum ar fi mișcarea musculară și respirația. A treia parte, neocortexul, controlează vorbirea și raționamentul și este cea mai recentă sosire evolutivă.  Conceptul sistemului limbic a fost ulterior extins și dezvoltat de Walle Nauta, Lennart Heimer și alții. 

### Dispută academică
Există controverse cu privire la utilizarea termenului de sistem limbic, oamenii de știință precum LeDoux susținând că termenul ar fi considerat învechit și abandonat.  Inițial, sistemul limbic se credea a fi centrul emoțional al creierului, cunoașterea fiind funcția neocortexului. Cu toate acestea, cunoașterea depinde de achiziționarea și păstrarea amintirilor, în care este implicat hipocampul, o structură primară de interacțiune limbică: deteriorarea hipocampului cauzează deficite cognitive (de memorie) severe. Mai important, „limitele” sistemului limbic au fost redefinite în mod repetat din cauza progreselor în neuroștiințe.  Prin urmare, deși este adevărat că structurile de interacțiune limbică sunt mai strâns legate de emoție, sistemul limbic în sine este cel mai bine gândit ca o componentă a unei plante de procesare emoțională mai mare. În esență, este responsabil de cernerea și organizarea procesării ordinelor inferioare și transmiterea informațiilor senzoriale către alte zone ale creierului pentru procesarea emoțională de ordin superior. 